# Don Black (paroliere)
Don Black, nato Donald Blackstone (Londra, 21 giugno 1938), è un paroliere britannico.
Tra le sue opere vi sono numerosi musical, colonne sonore per il cinema e canzoni di successo. Ha composto testi per John Barry, Charles Strouse, Andrew Lloyd Webber, Quincy Jones, Lulu, Jule Styne, Henry Mancini, Michael Jackson, Elmer Bernstein, Michel Legrand, Hayley Westenra, A. R. Rahman, Marvin Hamlisch e Debbie Wiseman.
Allmusic ha dichiarato che "Black è forse meglio conosciuto per le sue collaborazioni con Andrew Lloyd Webber e per i brani usati per i film di James Bond che ha co-scritto con il compositore John Barry: Thunderball (Operazione tuono)), Diamonds Are Forever (Agente 007 - Una cascata di diamanti) e The Man with the Golden Gun (Agente 007 - L'uomo dalla pistola d'oro).

## Biografia

### Gli inizi
Donald Blackstone, questo il vero nome, è nato a Londra, in Inghilterra, il più giovane di cinque figli di immigrati ebrei russi Morris e Betsy (nata Kersh) Blackstone. Suo padre ha lavorato come imprenditore e sua madre in un negozio di abbigliamento e durante la sua infanzia la famiglia ha vissuto in un edificio di case popolari a Tornay House, Shore Place, South Hackney He attended Cassland Road School. Ha frequentato la Cassland Road School ed è stato presso il teatro Hackney Empire e al cinema per vedere i film di James Cagney.
Ha iniziato la sua carriera nel settore musicale come ragazzo d'ufficio con una casa editrice musicale, e poi ha lavorato come cantautore. Ha anche lavorato per un breve periodo come comico.
È stato manager del cantante Matt Monro per molti anni e ha anche scritto canzoni per lui. Tra questi ci sono Walk Away (musica: Udo Jürgens) e For Mamma (musica: Charles Aznavour).

### Attività nel cinema
Il primo lavoro in campo cinematografico di Black è stato il testo per il tema del film di James Bond Thunderball (1965). La sua associazione con la serie su James Bond continua per diversi decenni, con Una cascata di diamanti e L'uomo dalla pistola d'oro, in collaborazione con John Barry e Surrender per Il domani non muore mai e Il mondo non basta in collaborazione con David Arnold.
Il lavoro cinematografico di Black ha culminato quando ha collaborato con Barry alle musiche del film del 1966 Nata libera: per il brano Born Free vinse l'Oscar alla migliore canzone e diede una hit a Matt Monro; il pianista Roger Williams arrivò anche nella USA Top 40 con una versione strumentale. La canzone fu nominata brano dell'anno ai Grammy del 1967. Black poi collaborò con Barry ne La mia Africa, Balla coi lupi e lo sfortunato musical di Broadway The Little Prince e l'Aviator. Nel 1967, Lulu interpretò la canzone di Black e Mark London del film To Sir, with Love (la canzone si intitolava come il film), arrivando al numero 1 su Billboard Hot 100.
Black ricevette la sua seconda nomination all'Oscar per la Migliore Canzone con il brano True Grit, scritto con Elmer Bernstein, per il film Il Grinta, un western con John Wayne del 1969. Nello stesso anno, collaborò con Quincy Jones per la canzone On Days Like These per il film di Michael Caine Un colpo all'italiana. Ha ricevuto una terza nomination all'Oscar per la canzone Ben del film omonimo del 1972, un successo in America per Michael Jackson, che Black aveva scritto con Walter Scharf. Altre candidature all'Oscar sono venute per Wherever Love Takes Me (musica: Elmer Bernstein), dal film Gold - Il segno del potere del 1974 e Come to Me (musica: Henry Mancini) dal film del 1976 La Pantera Rosa sfida l'ispettore Clouseau.
Inoltre, Black ha collaborato con Charles Strouse alle canzoni Growing Up Is not Easy e Anything Can Happen On Halloween per il film HBO del 1986, Zero in magia, basato sul libro per bambini di Jill Murphy.

### Attività nei musical
I brani di Black includono i musical Billy (musica: John Barry), Bar Mitzvah Boy (musica: Jule Styne), Dear Everyone (musica: Geoff Stephens), Budgie (musica: Mort Shuman) e diversi spettacoli di Andrew Lloyd Webber: Tell Me on a Sunday, con l'esecuzione di Marti Webb (per cui Black fu manager per un periodo), Aspects of Love, che resero famoso Michael Ball, e insieme a Christopher Hampton, Sunset Boulevard, adattamento del film di Billy Wilder. Quest'ultimo diede a Black e Hampton un premio Tony Award al miglior libretto di un musical.
Tell Me on a Sunday è stata incorporata nel musical Song and Dance. Questo è stato successivamente adattato per una produzione di Broadway con Bernadette Peters, che vinse un premio Tony come miglior attrice in un musical. Sarah Brightman incise Unexpected Song, da quel musical, pubblicato come singolo. Con Geoff Stephens ha prodotto un concept album di un revuesical intitolato Off The Wall.
Nel 2002 ha lavorato con il compositore indiano A. R. Rahman al musical Bombay Dreams. Nel 2004, la seconda collaborazione musicale di Black con Hampton, Dracula, the Musical di Frank Wildhorn, che ha debuttato a Broadway. Ha anche collaborato con John Barry ancora una volta, sul musical Brighton Rock; basato sul romanzo di Graham Greene, ha debuttato al Teatro Almeida di Londra nel 2004. Nel 2006 Black ha creato i testi per l'adattamento musicale del libro Feather Boy, per il National Theatre di Londra.
Nel 2013 ha nuovamente lavorato con Christopher Hampton e Andrew Lloyd Webber a Stephen Ward the Musical. Nel 2015 ha scritto le parole per Mrs Henderson Presents, con George Fenton e Simon Chamberlin come compositori della musica.

### Attività in radio e successo
Nel 1993, la casa discografica Play It Again ha pubblicato Born Free - The Don Black Songbook, che rimane l'unico album finora che consiste esclusivamente di canzoni co-scritte da Black.
Nel 2007, Black è stato inserito nella Songwriters Hall of Fame (Hall of Fame dei parolieri). Nello stesso anno, Black è stato accreditato in Sexy Lady, il debutto del 2007 e successo per il rapper Yung Berg, che ha campionato il tema di Black-Barry del film Una cascata di diamanti.
Il 17 agosto 2008, un concerto tributo per Don Black è stato tenuto al London Palladium, con performance di canzoni di Black da parte di una selezione di artisti ospiti. La serata, ospitata da Michael Parkinson e registrata da BBC Radio 2, comprende un'esibizione esclusiva di due canzoni del nuovo musical Black, The Count of Monte Cristo. Il concerto comprende contributi di Lee Mead, Gary Barlow, Elke Brooks, Craig David, Maria Friedman, Joe Longthorne, Lulu, Peter Grant, Raza Jaffrey, Matt Rawle, Ryan Molloy, Marti Webb, Jonathan Ansell, Hayley Westenra, Phil Campbell e Mica Paris. I cantanti sono stati accompagnati dalla Royal Philharmonic Orchestra, diretta da Mike Dixon e con i direttori-ospite Michel Legrand e David Arnold.
Nell'ottobre del 2013, un concerto speciale per celebrare il lavoro di Black è stato tenuto presso la Royal Festival Hall di Londra, con una lunga intervista con il compositore di Michael Grade, inframezzata dalle esecuzioni delle sue canzoni da parte di artisti come Michael Ball, Maria Friedman, Katie Melua e Marti Webb. Il concerto è stato registrato per la televisione e trasmesso su BBC Four all'inizio di gennaio 2014.
Dopo la morte del leggendario speaker radiofonico David Jacobs, nel 2013, Black ha iniziato a presentare un programma nella stessa fascia oraria a tarda notte lasciata libera da Jacobs, la domenica sera alle 23.00, su BBC Radio 2. Durante il suo programma di un'ora, presenta classici e cantautori del XX secolo, e rende un omaggio ogni settimana a Matt Monro, di cui è stato manager per molti anni e intrattiene gli ascoltatori con varie vicende della sua vita legate alla conoscenza con le "star". Il suo programma dura per 13 settimane a stagione, di solito da giugno ad agosto, e di nuovo da dicembre a febbraio. Per le altre 26 settimane, l'ex giornalista di BBC Moira Stuart presenta la sua selezione di standard jazz.

## Vita privata
Don Black vive a Londra, in Inghilterra con Shirley, sua moglie da oltre 50 anni.

## Premi e riconoscimenti
Don Black ha ricevuto 5 nomination agli Oscar nella categoria "miglior canzone" (1967, 1970, 1973, 1975, 1977), vincendone uno (Born Free, 1967).
Ha ricevuto anche 5 nomination ai Tony Award nella categoria "miglior colonna sonora originale" (1983, 1986, 1990, 1995, 2012), vincendo una volta il premio (per Sunset Boulevard, 1995); inoltre ha vinto un Tony Award al miglior libretto di un musical per Sunset Boulevard, 1995.
Ha ricevuto 4 nomination ai Golden Globe per la migliore canzone originale (1967, 1970, 1973, 1975), vincendo una volta il premio (per Ben).
È stato nominato 4 volte al premio Laurence Olivier Award al miglior nuovo musical (1979, 1994, 2003, 2016).
Ai premi Grammy Awards 2006 nella categoria miglior canzone rap Diamonds from Sierra Leone ha vinto il premio; il brano utilizza un campionamento di Diamonds Are Forever cantata da Shirley Bassey, opera di Don Black.
Nel 2007 fu inserito nella Songwriters Hall of Fame.